# Vedran Ćorluka
Vedran Ćorluka (nascut el 5 de febrer de 1986) és un futbolista professional croat que juga com a defensa al Lokomotiv de la Lliga Russa. És també part de la selecció croata de futbol. Amb una forta presència física al camp i un excel·lent enteniment del joc, és un jugador regular per la selecció croata i pel seu equip el Lokomotiv

## Referències

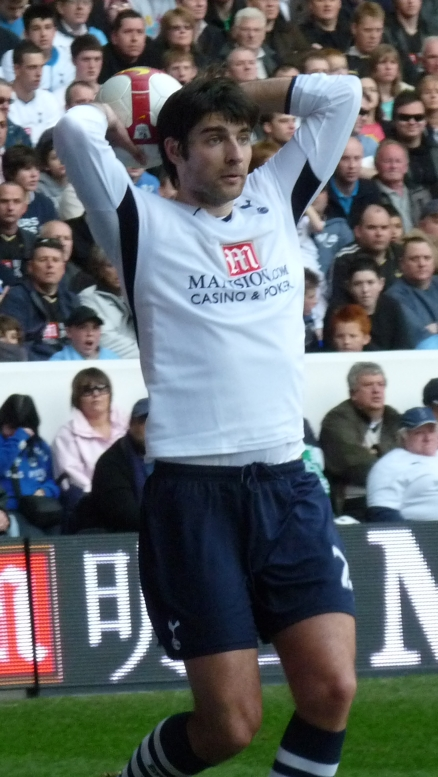
Ćorluka a Tottenham Hotspur.